# Ice Road: Vengeance
Ice Road: Vengeance es una película de acción y suspenso estadounidense de 2025 escrita y dirigida por Jonathan Hensleigh. Es la secuela directa de The Ice Road (2021). Liam Neeson regresa de la primera película, junto a Fan Bingbing, Bernard Curry y Geoff Morrell.
La película se estrenó en Estados Unidos en cines selectos el 27 de junio de 2025.

## Trama
Sigue los acontecimientos del robo del camión, Mike viaja a Islandia para ayudar a salvar al hijo de un senador de una situación de rehenes.

## Elenco
- Liam Neeson como Mike McCann
- Fan Bingbing como Dhani
- Bernard Curry como el profesor Myers
- Geoff Morrell como Spike
- Mahesh Jadu como Rudra Yash
- Saksham Sharma como Vijay Rai
- Grace O'Sullivan como Starr Myers
- Amelia Bishop como Jeet
- Shivantha Wijesinha como el teniente Mangal
- Rosie Traynor como Ranger Sam
- Seth Kannof como agente de la TSA
- C.J. Bloomfield como Yug
- Sunny S. Walia como policía corrupto
- Luke Clayson como Paul
- Sahil Saluja como policía corrupto
- Anna-Mai Hoek como cirujana de VA

## Producción
En abril de 2023, se anunció que se produciría una secuela titulada The Ice Road 2: Road to the Sky con el regreso de la estrella Liam Neeson y el guionista y director Jonathan Hensleigh. La fotografía principal comenzó en enero de 2024 en Victoria, Australia, con Bernard Curry, Geoff Morrell y Grace O'Sullivan uniéndose al elenco. En febrero, Fan Bingbing se unió al elenco como coprotagonista de la película.
La pequeña ciudad de Walhalla en Victoria sirvió como doble para la locación de Nepal utilizada en la película.
En junio, se informó que Vertical había adquirido los derechos de distribución y que la película había sido retitulada Ice Road: Vengeance.

## Lanzamiento
Ice Road: Vengeance se estrenó en Estados Unidos en cines selectos el 27 de junio de 2025, y se lanzó en video bajo demanda el 1 de julio de 2025.